# Ewa Wasielewska
Ewa Wasielewska (Poznań, 16 dicembre 1951) è un'ex cestista polacca naturalizzata belga.

## Carriera
Con la Polonia ha disputato i Campionati europei del 1972.
Con il Belgio ha disputato due edizioni dei Campionati europei (1976, 1980).